# ريكاردو كارجيلا
ريكاردو كارجيلا (بالإيطالية: Riccardo Caraglia)‏ (22 يناير 1989 ببولاتي في إيطاليا - ) هو لاعب كرة قدم إيطالي في مركز الوسط. شارك مع منتخب إيطاليا تحت 17 سنة لكرة القدم. أما مع النوادي، فقد لعب مع USD Olginatese ‏ وإيه أس بيتزاغيتوني وAC Cantù GS San Paolo ‏ وSS Verbania Calcio ‏ ونادي أولتريبو فوغيرا ‏.

## وصلات خارجية
- ريكاردو كارجيلا على موقع قاعدة بيانات كرة القدم.إي يو (الإنجليزية)